# Гелгуд, Антоний Онуфрий
Антоний Онуфрий Гелгуд (около 1720 — 10 февраля 1797) — государственный деятель Речи Посполитой, кравчий жемайтский (1752), тиун тверский (1757—1767), хорунжий жемайтский (1767), обозный великий литовский (1774), стражник великий литовский (1774—1776), каштелян жемайтский (1776—1783), последний генеральный староста жемайтский (1783—1795).

## Биография
Представитель литвинского (беларусикого) шляхетского рода Гелгудов герба «Гелгуд». Сын старосты олькеницкого Анджея Гелгуда и дочери каштеляна минского, князя Анджея Пузыны (ум. 1701).
В 1764 году Антоний Онуфрий Гелгуд был избран депутатом (послом) от Жемайтского княжества на коронационный сейм. В 1766 году — депутат от Жемайтии на сейм Чаплица. В 1775—1776 годах он был маршалком Трибунала Великого княжества Литовского. В 1776 года он стал членом конфедерации Анджея Мокроновского.
В 1779 году — член департамента полиции Постоянного Совета. Член конфедерации Четырехлетнего сейма (1788—1792).
Активный член трёх виленских масонских лож в 1781 году.
Кавалер Ордена Святого Станислава (1774) и Белого орла (1777).

## Семья
1-я жена — Барбара Юдицкая, дочь каштеляна минского Михаила Юдицкого (ок. 1700—1758). Дети от первого брака:
- Михаил (ок. 1768—1813), маршалок надворный литовский (1793—1795)
- Антонина, жена Феликса фон Ронэ (1770—1827)

2-я жена — Каролина Теодора Оскерка, дочь референдария великого литовского Гервазия Людвика Оскерки (1700—1771). Дети от второго брака:
- Игнацы (умер в 1807), стражник великий литовский (1789—1793), дивизионный генерал армии Великого герцогства Варшавского
- Людвик, последний стражник великий литовский (1793—1795)